# هليتش
هليتش (بالإنجليزية: Holíč)‏ هي بلدة و municipality of Slovakia تقع في سلوفاكيا في Skalica District.[بحاجة لمصدر] يقدر عدد سكانها بـ 11,627 نسمة .

## المدن التوأمة
مدن هودونين و Hollabrunn هي مدن توأمة لـهليتش.